# Eternal Tango
Eternal Tango est un groupe luxembourgeois de rock alternatif, originaire de Dudelange, actif entre 2002 et 2012.

## Histoire
Le groupe est formé en 2002 à Dudelange. Leur premier album sort en 2004, en tant que split réalisé avec le groupe Spyglass, et est présenté par le magazine musical allemand Visions comme démo du mois. 
Après une longue pause créative, Eternal Tango revient en 2006 avec un nouveau line-up, un nouveau concept et un nouveau son. Le style musical d'Eternal Tango devient alors un mélange de pop hardcore émotionnel mélodique et metal. Après une série de concerts à succès en août 2006 au Portugal, Eternal Tango remporte le célèbre concours international Battle of the Bands en novembre 2006 et se produit à la tournée Taste of Chaos à Cologne devant plus de 3 000 personnes avec des groupes tels que Underoath, Taking Back Sunday, Anti-Flag, Saosin et Fire in the Attic.
Après avoir remporté la finale du Printemps de Bourges le 24 novembre 2006 au Luxembourg et en France (Lorraine), Eternal Tango se produit en avril 2007 à la Rockhal. Le même mois, sort son premier album studio First Round at the Sissi Café,,. Le reste de l'année, ils se produisent dans d'autres festivals nationaux et internationaux, notamment à la Fête de la musique de Dudelange, au Rock um Knuedler et dans le cadre de la tournée européenne Taste of Chaos, entre autres à Luxembourg et Cologne.
Aux Elie Music Award 2007, ils sont nommés 4 fois et en plus du prix du public pour la meilleure performance live, ils remportent également un Elie dans la catégorie « Rock & Pop ». Dès le 3 décembre 2007, la page Myspace du groupe présente leur premier clip vidéo officiel (Narya Narya... So Glad You Found Your Way), qui met également en vedette le mannequin luxembourgeois Mandy Graff. En 2009, Eternal Tango fonde le label discographique Golden Fox, et sort l'année suivante son deuxième album studio Welcome to the Golden City, à partir duquel sont sortis les singles Da/Da (2010) et Ronny Roy Johnson (2011). Ils apparaissent également dans le documentaire We Might as Well Fail de Govinda van Maele.
Le 22 novembre 2012, le groupe annonce dans un communiqué de presse sa séparation après son dernier concert le 22 décembre 2012 au studio. La dernière sortie est le single New Beginning le 23 décembre 2012. Pour la dernière édition du Food for Your Senses, le groupe fait un retour exceptionnel en mai 2019.

## Discographie

### Albums studio
- 2004 : Spyglass / Eternal Tango (split)
- 2007 : First Round at the Sissi Café
- 2010 : Welcome to the Golden City

### Singles
- 2007 : Narya Narya...So Glad You Found Your Way (avec un clip)
- 2010 : Da/Da
- 2011 : Ronny Roy Johnson
- 2012 : New Beginning